# Мурсалимкино
Мурсалимкино (баш. Мөрсәлим) — село в Салаватском районе Башкортостана, административный центр Мурсалимкинского сельсовета. Согласно переписи 2020 года население составляло 1900 человек.
Железнодорожная станция Мурсалимкино Южно-Уральской железной дороги на линии Уфа — Челябинск.
С 2004 современный статус.

## Физико-географическая характеристика
Расположен на северо-востоке Республики Башкортостан в 210 километрах от Уфы, в 50 километрах от Малояза, в 245 км от Челябинска и в 30 км от Юрюзани и в 2 км на границе с Челябинской областью.

## История
Статус деревня, сельского населённого пункта, посёлок получил согласно Закону Республики Башкортостан от 17 декабря 2004 года N 125-з «Об изменениях в административно-территориальном устройстве Республики Башкортостан, изменениях границ и преобразованиях муниципальных образований в Республике Башкортостан», вместе с изменением статуса поселкового совета:

111. Объединить Мурсалимкинский поссовет и Ильчикеевский сельсовет Салаватского района с сохранением наименования Мурсалимкинский поссовет с административным центром в рабочем поселке Мурсалимкино.
Отнести рабочий поселок Мурсалимкино Салаватского района к категории сельского населенного пункта, установив тип поселения — село.
Отнести Мурсалимкинский поссовет к категории сельсовета с сохранением наименования «Мурсалимкинский».

## Население
| 2002 | 2009  | 2010  |
| ---- | ----- | ----- |
| 2522 | ↗2688 | ↘2203 |

## Географическое положение
Расстояние до:
- районного центра села Малояз — 50 км;
- ближайшей ж/д станции Мурсалимкино — 0 км;
- ближайшего города Юрюзань — 30 км;
- столицы республики города Уфа — 210 км.

## Достопримечательности
Захоронение воинов гражданской войны

## Транспорт
Южно-Уральская железная дорога.

## Социальная сфера
В селе действует основная школа, фельдшерский пункт, сельский дом культуры.

## Промышленность
УПП филиао ОАО «Башкиравтодор» (производство фракционированного щебня), ООО «Башизвесть» (производство строительно-комовой извести), Салаватский лестоп (производство строительных пиломатериалов).

## Социальные и экономические проблемы
Отток и уменьшение населения, отсутствие работы, отсутствие дорог с асфальтовым покрытием.

## Религия
В селе есть мечеть.